# Tyrrell Racing
Tyrrell Racing foi uma equipe de Fórmula 1 criada por Ken Tyrrell. A equipe teve grande sucesso no início dos anos 70, quando ganhou três campeonatos e um campeonato de construtores com Jackie Stewart. A equipe nunca alcançou resultados tão bons novamente após a aposentadoria do escocês voador, embora tenha continuado a ganhar corridas ao longo dos anos 70 e no início dos anos 80, tendo sua última vitória pelo motor Ford Cosworth DFV em Detroit em 1983. A equipe foi comprada pela British American Racing em 1997 e completou sua última temporada como Tyrrell em 1998. Em 25 de agosto de 2001, aos 77 anos de idade, Ken Tyrrell morre vitimado pelo câncer.

## História

### 1970-1973: Tempos gloriosos de Jackie Stewart
A Tyrrell começou quando houve uma quebra de acordo entre Ken Tyrrell e a equipe Matra. Ken construiu o Tyrrell 001 com motores Ford para correr as três últimas corridas do Campeonato de 1970 pilotado por Jackie Stewart conquistando uma pole position no GP do Canadá, mas sem terminar nenhuma etapa. O modelo foi usado ainda em duas corridas do Campeonato de 71 por Stewart e uma única vez por Peter Revson, na única corrida do estadunidense pela equipe.
- 1971: A Melhor temporada - título de construtores e pilotos

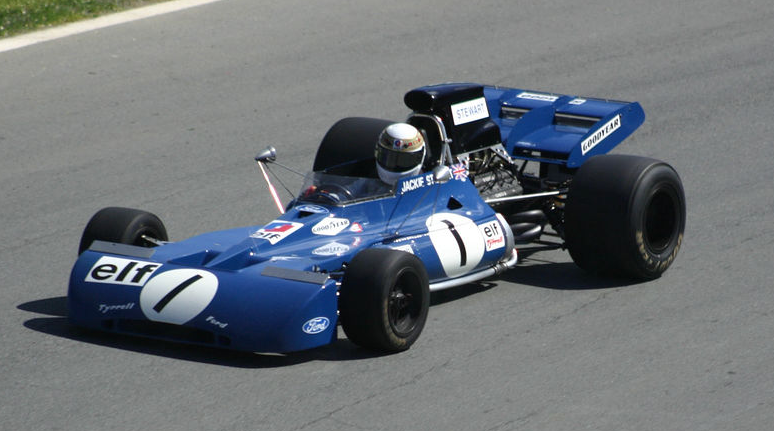
A Tyrrell de Jackie Stewart, que venceu o campeonato de 1971.

No histórico campeonato de 1971, vencido nos contrutores pela Tyrrell com 72 pontos, Jackie Stewart - o campeão desse ano - pilotando o Tyrrell 003, conquistou seis vitórias e seu parceiro, o francês François Cévert, conquistou uma com o Tyrrell 002. No Campeonato de 1972, a Tyrrell manteve os mesmos pilotos e foi vice tanto nos construtores como nos pilotos, com Stewart. No ano de 1973, a dupla continuou e a equipe foi novamente vice-campeã de construtores, mas Jackie Stewart foi campeão mundial pela terceira e última vez, com 71 pontos e 5 vitórias.
- A tragédia de 1973

Mas, nesse mesmo ano, o episódio mais negro da história da equipe aconteceu, no último GP, o dos Estados Unidos em Watkins Glen. Emerson Fittipaldi anuncia que sairá da Team Lotus e vai para a McLaren, e surgem os boatos que Jackie Stewart se aposentaria. O escocês brincava, dizendo que quem plantou esses boatos foi seu companheiro, François Cévert, pois "seria sua única chance de ganhar alguma coisa". O francês respondia que seria campeão na ano seguinte, com ou sem Stewart. Porém, nos treinos livres do Grande Prêmio, Cévert abriu sua volta rápida e após a perna dos esses, seu carro decolou e bateu no guard-rail a cerca de 250 km/h. O choque jogou a Tyrrell para o guard-rail oposto onde o carro se arrastou por 100 metros. François Cévert estava morto, e no dia seguinte, Jackie Stewart anuncia que não correria mais na F-1, e não disputou o GP.

### Segunda metade da década de 1970
Em 1974, sem seus dois grandes pilotos, a Tyrrell contrata o sul-africano Jody Scheckter e o francês Patrick Depailler. Scheckter conquistou duas vitórias, na Suécia e na Grã-Bretanha, e a equipe termina em 3º lugar. Em 1975, a dupla é a mesma, e a equipe é a 5ª colocada com uma vitória do sul-africano em casa. 1976 foi o terceiro ano da dupla - Jody faz a pole e vence na Suécia, e o time termina após uma temporada regular na 3ª colocação no Campeonato de Construtores.

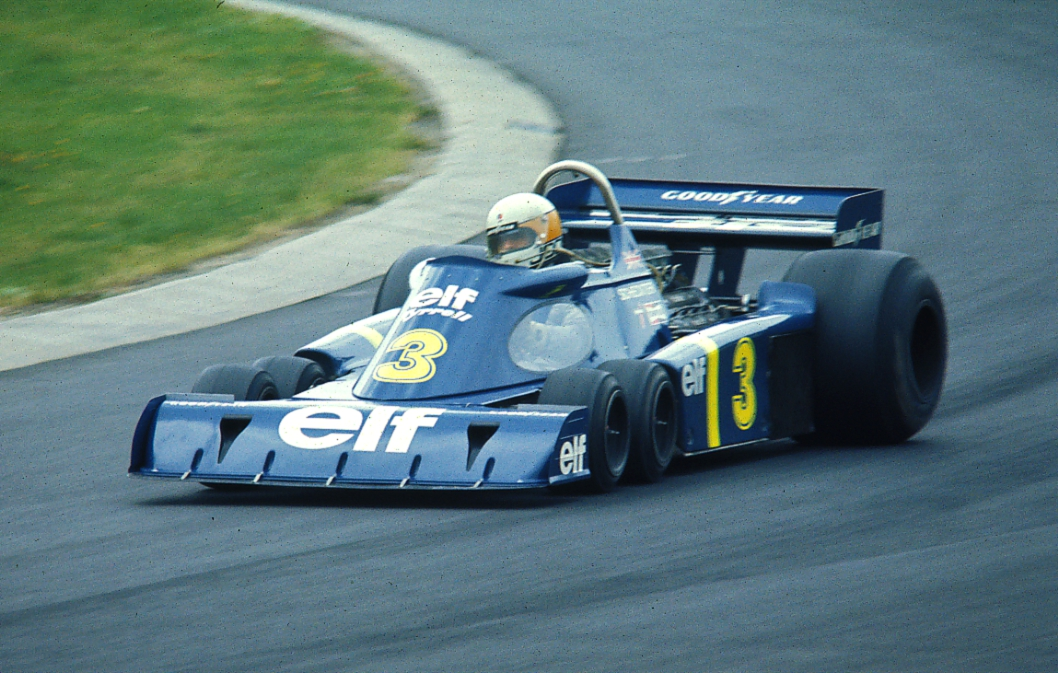
A Tyrrell de 1976, com 6 rodas.

Em 1977, Scheckter deixa a equipe e vai para a novata equipe Wolf, e em seu lugar entra o sueco Ronnie Peterson para fazer dupla com Depailler. Foi um ano muito inconstante, com a equipe abandonando mais corridas do que completou, o que a deixou em 5º lugar, empatada com a Brabham. Para o campeonato de 1978, Peterson vai para a Team Lotus e a Tyrrell traz o também francês e estreante Didier Pironi. Depailler, em seu 5º ano no time, conquista uma vitória em Mônaco, além de uma série de pódios, mas deixou de pontuar em outras várias corridas, o que resultou em uma 5ª colocação para o piloto e a 4ª para a equipe.
No ano de 1979, Depailler deixa a equipe e vai para a Ligier. Pironi continua, agora com o experiente compatriota Jean-Pierre Jarier a seu lado. Foi uma temporada sem brilho, mas com pódios. A Tyrrell fica com o 5º lugar, e Jody Scheckter, ex-piloto da equipe, conquista seu único campeonato pela Ferrari.
Na virada da década, Jarier tem um novo companheiro de time, o irlandês Derek Daly, mas pela primeira vez, desde 1971, a Tyrrell terminou uma temporada, em 1980, sem ao menos conseguir um pódio.

### Início da década de 1980: As últimas vitórias

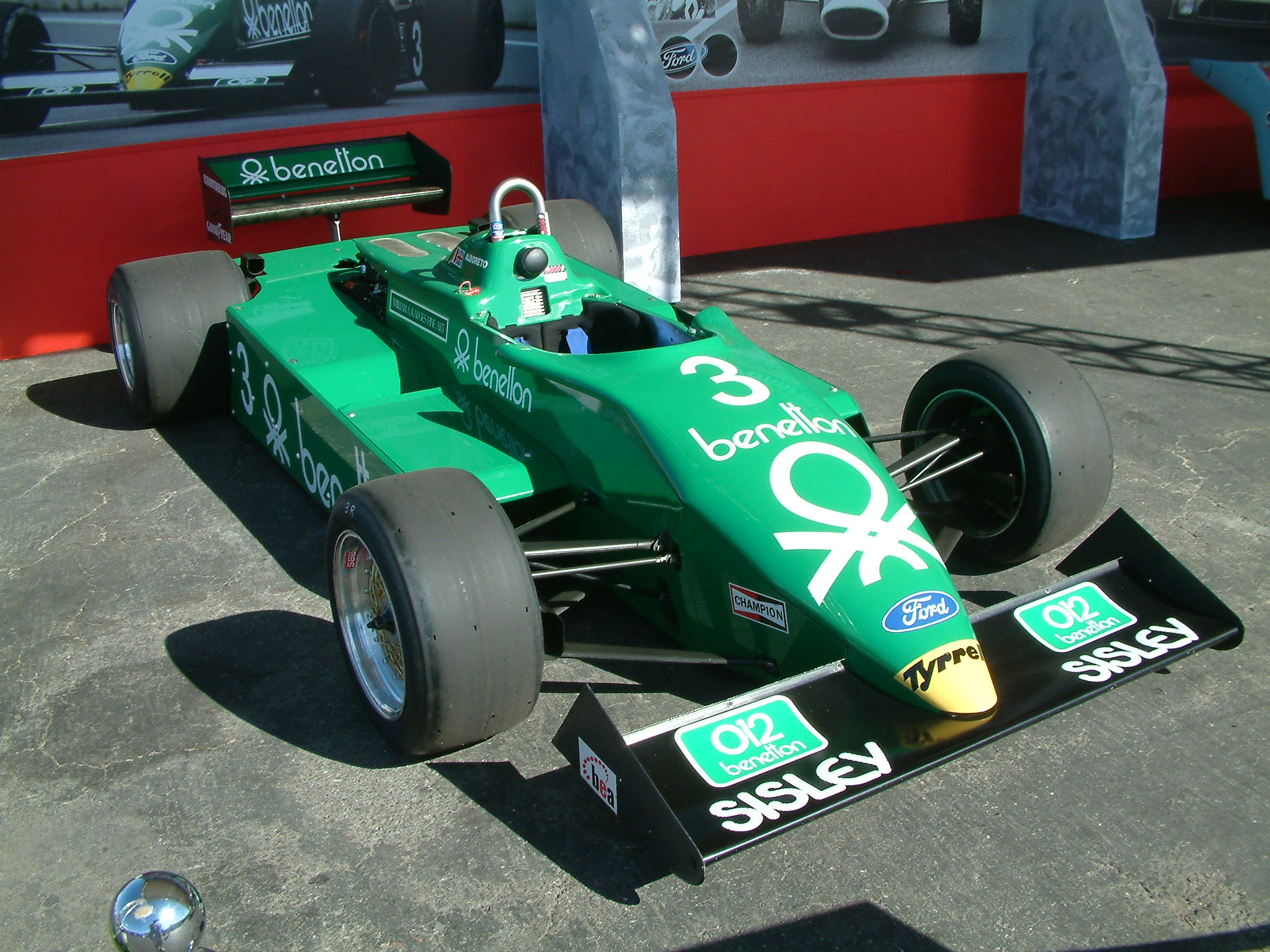
Com o Tyrrell 011, utilizado entre 1981 e 1983, foram conquistadas as últimas vitórias da equipe.

O ano de 1981 começou com o estadunidense Eddie Cheever e o argentino Ricardo Zunino. Porém, o sul-americano não dura mais que 2 GPs e é substituído pelo estreante Michele Alboreto. A dupla pouco pontua e a Tyrrell termina o campeonato na 8ª colocação, empatada com outras duas equipes: Alfa Romeo e Arrows, a pior colocação - até então - da sua história.
Para 1982, a temporada da Tyrrell começa com Alboreto e com o sueco Slim Borgudd, que foi substituído, após três GP's, pelo britânico Brian Henton. Foi uma temporada indiscutivelmente melhor que a anterior, resultando na primeira das cinco vitórias de Michele Alboreto, no Grande Prêmio de Las Vegas. Apesar disso, a equipe não passa de um 6º lugar, com 25 pontos. O italiano foi convidado para substituir Gilles Villeneuve, que havia morrido em um acidente em Zolder nessa temporada, após grave acidente com sua Ferrari, mas decide por permanecer com a Tyrrell (embora Ken Tyrrell tenha proposto uma troca do piloto por motores Ferrari).
- A última vitória

Em 1983, Alboreto parte para seu terceiro ano seguido na equipe reforçado pelo veterano estadunidense Danny Sullivan (vindo da CART), que faz sua única temporada na categoria. Novamente uma temporada inconstante, com muitas quebras, deixa o time no 7º lugar. No entanto, em Detroit, Alboreto conquista a última das 23 vitórias da história da Tyrrell, depois que Nelson Piquet, o líder da corrida, teve o pneu traseiro direito furado na parte final da prova.

### Primeiros tempos negros: 1984-1988
- A desclassificação de 1984

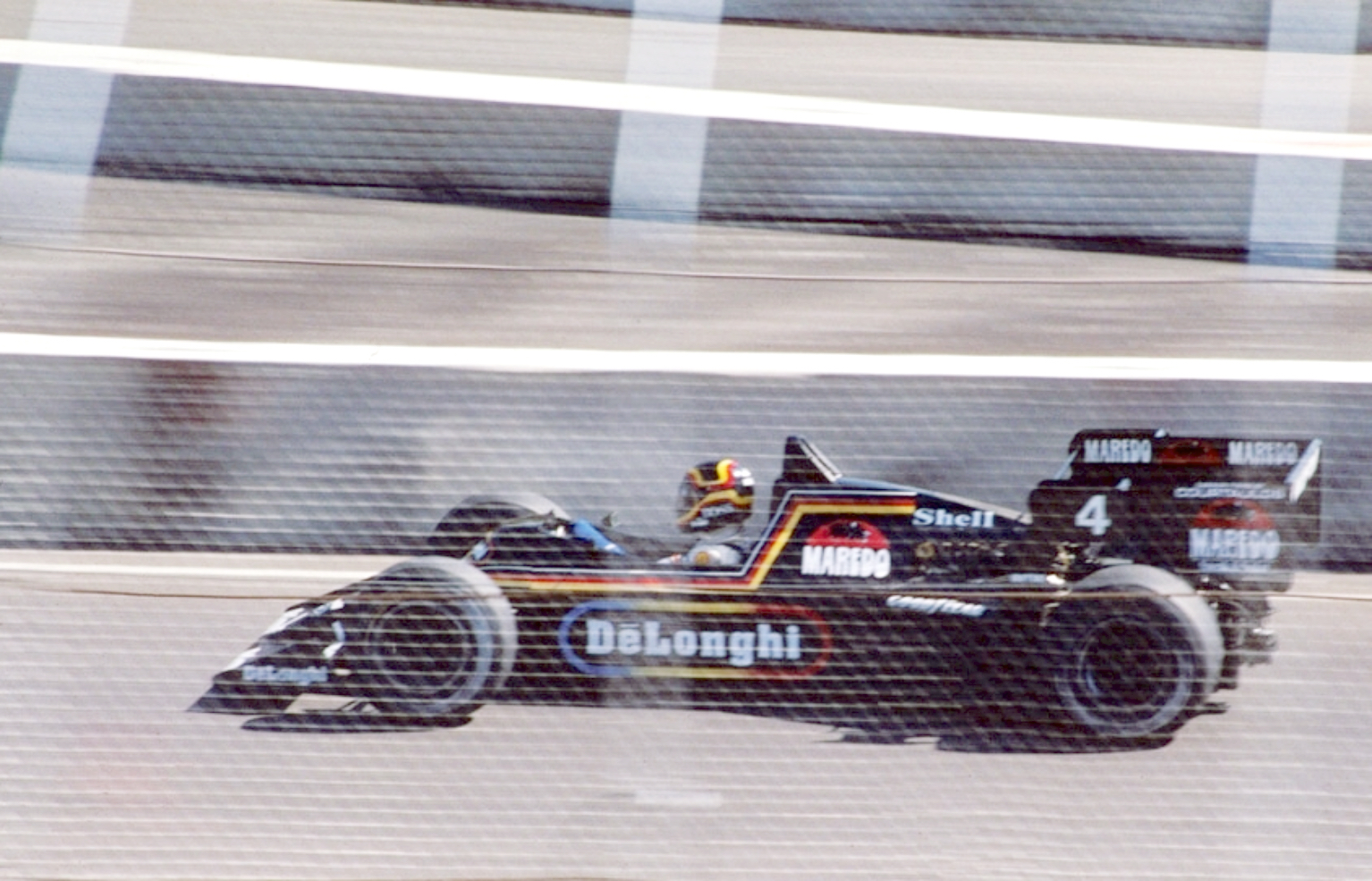
Stefan Bellof pilotando o Tyrrell 012, em Dallas, de 1984.

Em 1984, a Tyrrell era a única equipe daquela temporada a ainda utilizar os motores Ford V8 aspirado, enquanto que as demais tinham motores turbo. Após a corrida de Detroit, nos Estados Unidos, na vistoria do Tyrrell 012 #3 do 2º colocado, o inglês Martin Brundle, havia esferas de chumbo no tanque de gasolina após a corrida para assim atingir o peso mínimo necessário de fim de prova (uso de lastro), além de suspeitas de modificação de combustível com substâncias proibidas. Conclusão: verificaram que o carro dele corria com peso abaixo do permitido pelo regulamento.
No dia 18 de Julho, uma semana antes do Grande Prêmio da Grã-Bretanha, a FISA (Federação Internacional de Automobilismo Esportivo) decidiu aplicar a decisão mais radical de todas: desclassificar e banir a Tyrrell da Fórmula 1 nesse ano e retirar os 13 pontos que tinha conquistado até então: acompanhados de dois pódios dos estreantes (Brundle e o alemão Stefan Bellof - que tinha feito uma corrida brilhante em Monte Carlo, saindo da última colocação e, sob forte chuva, alcançando o 3º lugar). Ken Tyrrell decidiu apelar da decisão, e enquanto esperava pela sentença do Tribunal de apelo da FIA (Federação Internacional de Automobilismo), foi-lhe permitido correr em Brands Hatch. Foi aí que apresentou o substituto de Brundle, contundido nos treinos pro GP de Dallas: o sueco Stefan Johansson, que alinharia ao lado de Bellof. A equipe participaria em mais três provas, até que se retirou definitivamente do circo.
Na temporada de 1985, Brundle e Bellof continuam na escuderia. Não conquista nenhum pódio e, finalmente no meio do campeonato troca o motor Ford Cosworth pelo Renault Turbo. Ainda com o ultrapassado motor aspirado, apenas Bellof pontua em duas provas: é 6º em Portugal e 4º em Detroit. Com o motor Turbo, a dupla não pontua.
Em 1º de setembro daquele ano, correndo pela categoria Esporte Protótipo nos 1000 km de Spa-Francorchamps, Bellof sofre um acidente numa tentativa arriscada de ultrapassar o belga Jacky Ickx na curva Eau Rouge, em descida para a zona do Radillon. O Porsche de Bellof choca frontalmente no muro de proteção e incendeia-se. Ao chegar no hospital, ele não resiste aos ferimentos e morre uma hora após o acidente fatal.
A Tyrrell participa de duas corridas apenas com o carro de Brundle, mas dois novatos ocuparam a vaga deixada pelo alemão nas corridas finais do campeonato: o italiano Ivan Capelli, então com 22 anos, vindo da Fórmula 3000 - fez a sua estreia na Fórmula 1 no GP da Europa, e foi o primeiro piloto que pontuou quando o time passou a utilizar o motor Turbo e também pela primeira vez pontuou na carreira na última etapa, a primeira prova na Oceania, o GP da Austrália, com o 4º lugar (3 pontos) e um francês de 30 anos, Philippe Streiff, fez apenas o GP da África do Sul, em função do boicote da equipes francesas na corrida sul-africana. O time consegue terminar ao mesmo tempo em 9º (com o motor aspirado) e 10º (com o turbo) no campeonato, as piores colocações da história até então.
Na temporada de 1986, a Tyrrell participa de todas as etapas com o britânico Martin Brundle (pela 3ª vez seguida) e com Streiff, sem nenhum tipo de brilho. O time fica na 7ª colocação, o que se repete em 1987 - mas agora de volta com os motores Ford Cosworth aspirado - com o também inglês Jonathan Palmer e novamente Streiff, destacando-se apenas que a equipe conseguiu terminar a grande maioria das provas, o que não ocorreu em 1988, quando teve Palmer e seu compatriota Julian Bailey como pilotos. A equipe termina o campeonato como a 9ª colocada nos construtores.

### Voltando a figurar: 1989-1992
O ano de 1989 começou para a Tyrrell com a volta de Alboreto (que obteve a última vitória do time 6 anos atrás), e Palmer segue no time inglês pelo terceiro ano seguido. Alboreto faz jus ao nome que tem na equipe e conquista depois de anos novamente um pódio para a Tyrrell no México, mas divergências com Ken Tyrrell fazem com que ele saísse no meio do campeonato para a equipe Larrousse, e em seu lugar é contratado uma promessa francesa, Jean Alesi, que corre a Fórmula 1 e a Fórmula 3000 ao mesmo tempo. A Tyrrell é a melhor colocada das pequenas no campeonato desse ano, com mais um 5º lugar.
Para a temporada de 1990, Alesi continua, desta vez com o veterano japonês Satoru Nakajima, ex-companheiro de Ayrton Senna e Nelson Piquet na Lotus. O francês conquista dois segundos lugares, nos GP dos Estados Unidos, onde foi a sensação, liderando a prova por 30 voltas à frente de Senna, e em Mônaco. Depois disso, os dois pouco fizeram e a Tyrrell terminou novamente na 5ª colocação - a sexta da história do time.
Com a mudança para os motores Honda V10, começou a temporada de 1991 para a Tyrrell. Sem Alesi, que foi para a Ferrari, para o seu lugar chegou o experiente italiano Stefano Modena, vindo da Brabham para fazer companhia a Nakajima. Com o modelo 020 equipado com o propulsor japonês, o 2º lugar de Modena no Canadá foi o melhor que a equipe conseguiu. Com muita expectativa, mas poucos resultados expressivos, a escuderia fecha mais uma vez em 5º lugar.
Em 1992, com a contratação do valorizado italiano Andrea De Cesaris, que tinha feito boa temporada anterior com a Jordan, e do endinheirado francês Olivier Grouillard (ex-Ligier e Fondmetal), também veterano (33 anos, mesma idade de De Cesaris), que completou o orçamento da equipe, depois de perder a maioria de seus patrocinadores que estavam no ano anterior, como a Braun e a Honda. A equipe perde os motores da Honda, substituída pelos propulsores da Ilmor. A Tyrrell fez um campeonato regular, ficando na 6ª colocação nos construtores com 8 pontos, todos com De Cesaris.

### Agonia: 1993-1998
- A pior temporada

No ano de 1993, a Tyrrell conta novamente com De Cesaris e para substituir Grouillard (que fora para a CART), anuncia a contratação do japonês Ukyo Katayama (ex-Larrousse), que mostrou-se tão fraco como os novos motores Yamaha, fornecidos para a equipe no campeonato, resulta na pior colocação de sua história: nenhum ponto e a penúltima colocação no campeonato de construtores, superando apenas a BMS/Lola.
- Último pódio

Em 1994, a Tyrrell continua com os motores Yamaha. Atendendo os interesses da fábrica, mantém Katayama, que, junto com o inglês Mark Blundell, se aproveitaram do bom projeto do modelo 022 e conquistaram resultados satisfatórios. Blundell conquistou o último pódio da história da equipe com o 3º lugar no GP da Espanha, mas uma série de quebras ao longo da temporada leva a Tyrrell a última boa colocação da equipe, o 6º lugar (semelhante a 1992) com 13 pontos.
- Em ritmo de despedida

Para o campeonato de 1995, é difícil achar algum adjetivo não muito pejorativo para a dupla de pilotos. Sem patrocinadores, a Tyrrell dispensa Blundell, que vai para a McLaren na vaga deixada pelo compatriota Nigel Mansell (que ficara de fora das duas primeiras corridas). Katayama é mantido no time, mais uma vez devido aos motores Yamaha, e o nipônico teria o finlandês Mika Salo ao seu lado. Enquanto Ukyo penava com seu carro (chegou a sofrer um incrível acidente na largada do GP de Portugal), o escandinavo arranca alguns pontinhos e a equipe termina em 9º lugar com 5 pontos, à frente apenas de Minardi, Forti, Pacific e Simtek. Ambos permanecem para a temporada de 1996, e repetem o mesmo desempenho: 9º lugar e os mesmos 5 pontos, também marcados por Salo.
Na temporada de 1997, Katayama abandona o time e com ele a Yamaha, que passa a fornecer motores à Arrows, e voltam os intermináveis Ford Cosworth, muito piores que os grandes da década de 70. Salo continua e quem vem agora é o holandês Jos Verstappen, garantindo "emoção" para a equipe nessa temporada. No chuvoso GP de Mônaco, o finlandês, sem parar para fazer nenhum pit-stop, terminou em 5º lugar e marcou 2 pontos, os últimos do time inglês, que fecha o campeonato em 10º (e último) lugar.
- 1998: a despedida da Tyrrell

No inverno do hemisfério norte, na virada do ano, a Tyrrell é vendida para a British American Racing, onde correria o campeão Jacques Villeneuve, mas correu a temporada de 1998 sem motivação alguma. Além da contratação do brasileiro Ricardo Rosset contra a vontade de Ken Tyrrell, que, desgostoso, abandonou a chefia da equipe, foi efetivado ainda o japonês Toranosuke Takagi, piloto de testes do time em 1997. Largando frequentemente nas últimas filas do grid, a dupla ficou sem pontuar. O melhor resultado naquele último campeonato foi o 8º lugar no GP do Canadá, conquistado por Rosset (na época, apenas os seis primeiros pontuavam). A última prova disputada foi o GP do Japão, no qual o brasileiro não conseguiu vaga no grid após um acidente e Takagi abandonou depois de bater na Minardi do argentino Esteban Tuero.
Termina assim a história da Tyrrell Racing, a principal equipe de Jackie Stewart e seu bicampeonato, um título de construtores e de 23 vitórias, 77 podiuns e 621 pontos.

### Epílogo: 1999 - dias atuais
A ex-Tyrrell teve constantes mudanças de nome e de proprietários, mas a velha fábrica continua na F-1.
Entre 1999 e 2005 a equipe pertenceu a British American Tobacco, sendo denominada British American Racing. Nesse período obteve resultados intermediários, dentro da média da velha equipe Tyrrell. Sua melhor temporada foi em 2004, quando conquistou o vice-campeonato no Mundial de Construtores. No entanto, não obteve nenhuma vitória. A equipe teve como pilotos Jacques Villeneuve, Ricardo Zonta, Mika Salo, Olivier Panis, Jenson Button, Takuma Sato e Anthony Davidson, tendo corrido com motores Supertec (que na verdade eram motores Renault) e Honda.
E foi a montadora japonesa quem comprou a equipe no final de 2005, passando a se chamar Honda Racing F1 Team. Junto com a transação, chegou à equipe Rubens Barrichello. Na temporada de 2006 a equipe parecia ter um futuro promissor, tendo conquistado inclusive 1 vitória no GP da Hungria com Jenson Button, alguns pódios, presença constante na zona de pontuação e a 4ª colocação no Mundial de Construtores. Em 2007 e 2008, porém a equipe teve temporadas altamente desastrosas, cujos resultados atingiram os patamares dos tempos de penúria de meados da década de 80. Esses fatores, aliados a forte crise econômica internacional, levaram a montadora Honda a abandonar por completo a Fórmula 1 no final de 2008, mesmo com o carro da temporada de 2009 em fase final de construção.
Para não fechar a fábrica, Ross Brawn, que havia sido contratado ao final de 2007, assume o espólio da equipe, que passa a se chamar Predefinição:Braw F1. A dupla de pilotos Button-Barrichello é mantida e o carro passa a ser equipado com motores Mercedes. De forma surpreendente a combinação Brawn-Mercedes impõe um domínio avassalador nas primeiras corridas e ao final da temporada consegue conquistar tudo que era possível dentro da F-1: o título de pilotos com Jenson Button e o título de construtores.
Tal sucesso revitaliza e valoriza a equipe, que ao final de 2009 já tinha novos donos (Mercedes-Benz) e novo nome de batismo (Mercedes). Junto com essa transformação, veio uma nova dupla de pilotos para 2010, formada por Nico Rosberg e o heptacampeão Michael Schumacher.
Mesmo com essa transformação, o desempenho da equipe declina se comparado a 2009. Rosberg consegue alguns pódios, porém Schumacher demonstra ter voltado longe da velha forma física e faz uma temporada pífia. Com isso, a Mercedes GP obtém um modesto 4º lugar no Mundial de Construtores, muito pouco diante da perspectiva positiva que girava em torno da equipe.
Entretanto, a partir da temporada de 2014, cujo regulamento obteve mudanças drásticas em relação aos anos anteriores, a Mercedes sucedeu em construir modelos com melhor desempenho que a concorrência. A equipe venceu quase todas as corridas, menos 3, em ambas as temporadas de 2014 e 2015, obtendo o bicampeonato de construtores, além do bicampeonato de pilotos com Lewis Hamilton.

## Campeões Mundiais
| Campeonatos | Pilotos        | Temporadas |
| ----------- | -------------- | ---------- |
| 2           | Jackie Stewart | 1971, 1973 |

## Vitórias por piloto
Jackie Stewart: 16
Michele Alboreto: 2
François Cevert: 1
Patrick Depailler: 1

## Principais pilotos da Tyrrell
- Jackie Stewart - Grande nome da equipe, o primeiro piloto de sua história, conquistou o campeonato mundial de 1971 e 1973, foi o maior pontuador do time com 178 pontos marcados. Na Tyrrell, também encerrou sua carreira como piloto da categoria, devido ao acidente de Cévert no Grande Prêmio dos Estados Unidos de 1973, que vitimou o francês.
- François Cévert - Companheiro de Stewart entre 1971 e 1973, também foi um grande piloto, e era o principal candidato ao título do mundial de 1974, já que os boatos da aposentadoria de Stewart eram grandes. Infelizmente, morreu em um terrível acidente nos treinos livres do Grande Prêmio dos Estados Unidos de 1973 em Watkins Glen, e Stewart, abalado com a morte prematura de Cévert, decide antecipar a aposentadoria.
- Jody Scheckter - O piloto sul-africano disputou as temporadas de 1974 a 1976 com a grande responsabilidade de substituir tanto Stewart como Cévert. Venceu 4 corridas pela equipe, e foi o 3º colocado nos campeonatos de 1974 e 1976. Anos mais tarde, seria campeão pela Ferrari em 1979.
- Patrick Depailler - Apesar de ter passado longe de ser gênio, o francês foi o piloto que mais correu pela Tyrrell, foram 80 GPs (dos seus 95 no total), de duas corridas de 1972, depois como titular de 1974 até 1978, marcando 119 pontos, vencendo uma única corrida pelo time no Grande Prêmio de Mônaco de 1978, o segundo maior pontuador da equipe. Morreu no volante da Alfa Romeo durante testes privados da equipe em 1980.
- Ronnie Peterson - O "sueco voador" correu apenas na fraca temporada de 1977, um ano antes do vice-campeonato póstumo de 1978.
- Michele Alboreto - O italiano estreou na categoria - e na equipe - em 1981. Obteve sua primeira vitória (e a última da Tyrrell) na temporada de 1982, na última etapa, o Grande Prêmio de Las Vegas, nos Estados Unidos. Ele foi pivô de uma negociação com a Ferrari naquela temporada 1982 após a morte do canadense Gilles Villeneuve, quando foi cotado tando pela imprensa italiana como pelos torcedores como o substituto perfeito. Decidiu permanecê-la no campeonato de 1983 conquistando a última vitória no time de Ken, no Grande Prêmio do Leste dos Estados Unidos, no circuito de Detroit. Regressaria ao time em 1989, participando de 5 provas. Divergências sobre patrocínio afastaram o piloto milanês do time, e ele foi para a Larrousse no mesmo ano.
- Stefan Bellof - Alemão, estreou pela equipe em 1984. Foi a sensação daquele ano por conta de sua atuação no Grande Prêmio de Mônaco, ao sair da última colocação e chegar em 3º lugar na prova com um carro equipado com o motor Ford Cosworth V8 aspirado, o motor mais fraco da categoria diante dos poderosos turbo, que dominavam o campeonato. Em 1985, prejudicado pela ausência de motores turbo da Tyrrell, não fez muito, mas continuava cotado para ser o primeiro campeão alemão da Fórmula 1. Infelizmente, nesse ano durante os 100 km de Spa-Francorchamps por outra categoria, morreu após se chocar contra o muro.
- Jean Alesi - Mais uma revelação de Ken Tyrrell, o francês estreou no Grande Prêmio da França de 1989 substituindo o veterano Michele Alboreto no restante da temporada. Aos 25 anos e na prova de estreia, o piloto de Avinhão terminou em 4º lugar marcando 3 pontos. Brilhou no Grande Prêmio dos Estados Unidos de 1990, quando segurou o brasileiro Ayrton Senna da McLaren por 30 voltas. Seu desempenho na Tyrrell o colocou como uma das maiores promessas da categoria, apesar de nunca ter confirmado as expectativas. Em 1991, ele fechou com a Ferrari, onde correria até 1995.
- Satoru Nakajima - O piloto japonês foi contratado pela Tyrrell em 1990 como companheiro do francês Jean Alesi. No final da temporada de 1991, se aposentou aos 38 anos de idade.
- Stefano Modena - O piloto de Modena, vindo da Brabham nas temporadas de 1989 e 1990, atuou apenas em 1991 na equipe de Ken. Nela, conseguiu seu melhor resultado como o 2º lugar no GP do Canadá. Em 1992 fechou com a Jordan, onde encerrou a carreira.
- Mark Blundell - O inglês conquistou o último pódio da história da Tyrrell no Grande Prêmio da Espanha em 1994. Foi dispensado da equipe em 1995 devido a falta de patrocinadores e dinheiro, rumando à McLaren para substituir o compatriota Nigel Mansell.
- Ukyo Katayama - Outro japonês, correu pela Tyrrell entre 1993 a 1996, sempre com apoio da Yamaha, fornecedora de motores durante sua passagem pelo time.
- Mika Salo - Finlandês, correu entre 1995 a 1997 pela equipe. Com o 5º lugar no Grande Prêmio de Mônaco de 1997, ele marcou dois pontos, os últimos pontos da história da equipe de Ken.
- Jos Verstappen - O holandês foi companheiro de Salo na Tyrrell em 1997, garantindo "emoção" na temporada. Não marcou nenhum ponto.